# Louis-Claude de Saint-Martin
Louis-Claude de Saint-Martin «el filòsof desconegut» (18 de gener del 1743 - 13 d'octubre del 1803) fou un filòsof. Va estudiar dret i va formar part del regiment de Foix. Allà va conèixer a Martinez de Pasqually, teòleg i teòsof que va fundar l'any 1754, l'ordre dels elus cohen de l'Univers on la qual oferien ensenyaments místics judio-catòlics. L'any 1765, Saint-Martin va ingressar a l'ordre què li va aportar molts coneixements a nivell teòric per les seves obres següents. Entre els anys 1773 i 1774, va quedar-se a Lyon en casa de Jean-Baptiste Willermoz. És en aquest habitatge on Louis Claude va començar a escriure el llibre Dels errors i la veritat (1775). Després de la seva mort l'any 1803, van aparèixer nous estudiants de les seves peces filosòfiques-esotèriques i es va fundar el martinisme de la mà de Gérard Encausse Papus i Augustin Chaboseau a partir de les obres del filòsof desconegut i de Martinez de Pasqually.